# Gábor Solymosi
Gábor Solymosi (* 26. Juni 1979) ist ein ungarischer Poolbillardspieler.

## Karriere
Bei den Austrian Open 2008 schaffte Solymosi erstmals den Einzug in die Finalrunde eines Euro-Tour-Turniers und unterlag in der Runde der letzten 32 mit 8:9 nur knapp dem Deutschen Thomas Seiffert. Im August 2008 erreichte er bei der Europameisterschaft, zu der er in diesem Jahr erstmals nominiert worden war, die Runde der letzten 32, in der er mit 3:9 gegen den späteren Europameister Stephan Cohen verlor. Bei den Italy Open 2011 erreichte er mit einem 9:8-Sieg gegen Karlo Dalmatin das Achtelfinale, das er jedoch mit 3:9 gegen Oliver Ortmann verlor. Im Dezember 2013 erreichte bei den Treviso Open zum zweiten Mal ein Euro-Tour-Achtelfinale und unterlag dort dem Niederländer Huidji See. Bei der EM 2016 schaffte er es in den Disziplinen 8-Ball und 10-Ball in die Runde der letzten 16. Nachdem er beim 10-Ball-Wettbewerb mit 5:8 gegen Jürgen Jenisy verloren hatte, schied er beim 8-Ball-Wettbewerb mit einer 4:8-Niederlage gegen Mario He aus.
Solymosi nahm bislang dreimal am World Cup of Pool teil. 2006 schied er gemeinsam mit Vilmos Földes in der ersten Runde aus. Bei seinen beiden folgenden Teilnahmen bildete er gemeinsam mit Balázs Mikó das ungarische Team. Nach einer weiteren Erstrundenniederlage 2012 erreichten sie 2013 das Viertelfinale, in dem sie gegen die späteren Sieger des Turniers (Lee Van Corteza und Dennis Orcollo) ausschieden.
Mit dem BC Deutschkreutz wurde Solymosi in der Bundesliga 2010 Zweiter sowie 2011 und 2012 österreichischer Meister. Nach der Saison 2012/13, in der der Verein Dritter geworden war, meldete der Verein seine Bundesligamannschaft ab. Solymosi wechselte daraufhin zum PBC Billardtempel Linz, mit dem er in der Saison 2013/14 Vizemeister wurde. Anschließend wechselte er zum Pool X-Press Innsbruck und wurde mit diesem in der Saison 2014/15 österreichischer Meister.

## Erfolge
| Österreichischer Mannschaftsmeister: | 2011, 2012, 2015 |